# Turisme espacial
El turisme espacial és el fenomen de turistes pagant per vols per l'espai. A 2009, les oportunitats del turisme espacial orbital són limitades i cares, només amb l'Agència Espacial Federal Russa oferint transport. El preu per a un vol per mediació de Space Adventures cap a l'Estació Espacial Internacional a bord d'una nau espacial Soiuz és d'entre 20 i 35 milions de dòlars dels EUA. Els turistes espacials solen signar contractes amb tercers per dur a terme algunes investigacions mentre són en òrbita. Això ajuda a minimitzar les seves despeses.
La infraestructura per a una indústria del turisme espacial suborbital s'està desenvolupant a través de la construcció de ports espacials en nombrosos llocs, incloent Califòrnia, Oklahoma, Nou Mèxic, Florida, Virgínia, Alaska, Wisconsin, Esrange en Suècia i així com als Emirats Àrabs Units. Alguns utilitzen el terme "vol espacial personal" com en el cas de la Federació de Vols Espacials Personals.
Una sèrie de companyies de llançament han sorgit en els darrers anys, amb l'esperança de crear una indústria de turisme espacial. Per obtenir una llista d'aquestes empreses, i les naus que estan construint actualment, consulteu la Llista d'empreses de turisme espacial.
Rússia va suspendre els viatges espacials des de 2010, a causa de l'augment de la tripulació de l'Estació Espacial Internacional, i els seients que podrien haver estat venuts als turistes eren usats per la tripulació de l'expedició. Però va manifestar la intenció de reprendre'ls en 2012, quan el nombre llançaments d'un sol ús de tres persones amb la Soiuz s'elevés a cinc a l'any. Els vols turístics orbitals s'havien de reprendre el 2015 però foren suspesos indefinidament.
El 7 de juny de 2019, la NASA va anunciar que a partir de 2020 permetria a astronautes privats anar a l'Estació Espacial Internacional amb el Dragon 2 de SpaceX i el CST-100 de Boeing per astronautes públic, que començarien per 35.000 dòlars per dia per astronauta.

## Els primers somnis
Després dels primers èxits en l'espai, la majoria del públic va veure la intensiva exploració espacial com una cosa inevitable. Aquestes aspiracions es recorden en obres de ciència-ficció com ara Una caiguda de pols lunar d'Arthur C. Clarke i també en 2001: Odissea en l'espai, en Charlie i el gran ascensor de vidre de Roald Dahl, i la novel·la de 1968 Pícnic al Paradís de Joanna Russ, i les històries d'Espai Conegut de Larry Niven.
Llucià al segle ii dC al seu llibre Història Vertadera examina la idea d'un grup d'homes que viatgen en vaixell a la Lluna durant una tempesta. Juli Verne també va abordar el tema de les visites lunar en els seus llibres, Des de la Terra a la Lluna i Al Voltant de la Lluna. La història curta de Robert A. Heinlein la L'Amenaça de la Terra, publicada en 1957, va ser un dels primers a incorporar elements de la indústria del turisme espacial desenvolupat dins del seu marc. Durant els 60 i els 70, era comú la creença sobre que els hotels espacials es posarien en marxa l'any 2000. Molts futuròlegs al voltant de la meitat del segle 20 especulaven que un important nombre de famílies de principis del segle 21 es podrien gaudir d'unes vacances a la Lluna. En la dècada de 1960, Pan Am establí una llista d'espera per a futurs vols a la Lluna, emetent targetes d'afiliació gratis del "Primer Club de Vols a la Lluna" als que ho demanaven.
El final de la Carrera espacial, això no obstant, representat per l'aterratge a la Lluna, disminuí l'èmfasi posat en l'exploració de l'espai pels governs nacionals, per la qual cosa va donar lloc a demandes de disminució del finançament públic dels vols espacials tripulats.

### Llista de turistes de l'espai
| Turista espacial     | Foto | Nacionalitat              | Any                              | Duració del vol                               | Vol                                           | Preu (USD)            | Rics per                                          |
| -------------------- | ---- | ------------------------- | -------------------------------- | --------------------------------------------- | --------------------------------------------- | --------------------- | ------------------------------------------------- |
| 1. Dennis Tito       |      | Estats Units              | 2001                             | 8 dies (28 d'abril – 6 de maig)               | Llançat: Soyuz TM-32 Retorn: Soyuz TM-31      | $20 milions (estimat) | Gestió d'inversions (Wilshire Associates)         |
| 2. Mark Shuttleworth |      | Sud-àfrica · Regne Unit   | 2002                             | 11 dies (25 d'abril – 5 de maig)              | Llançat: Soyuz TM-34 Retorno Soyuz TM-33      | $20 milions (estimat) | Certificats digitals a Internet (Thawte)          |
| 3. Gregory Olsen     |      | Estats Units              | 2005                             | 11 dies (1– 11 d'octubre)                     | Llançament: Soyuz TMA-7 Retorn: Soyuz TMA-6   | $20 milions (estimat) | Sensors optoelectrònics (Sensors Unlimited, Inc.) |
| 4. Anousheh Ansari   |      | Estats Units · Iran       | 2006                             | 12 dies (18– 29 de setembre)                  | Llançament: Soyuz TMA-9 Retorn: Soyuz TMA-8   | $20 milions (estimat) | VoIP software (Telecom Technologies, Inc.)        |
| 5. Charles Simonyi   |      | Estats Units · Hongria    | 2007                             | 15 dies (7– 21 d'abril)                       | Llançament: Soyuz TMA-10 Retorn: Soyuz TMA-9  | $25 milions (estimat) | Desktop software (Microsoft Office)               |
| 5. Charles Simonyi   | 2009 | Estats Units · Hongria    | 14 dies (26 de març – 8 d'abril) | Llançament: Soyuz TMA-14 Retorn: Soyuz TMA-13 | $35 milions (estimat)                         |                       | Desktop software (Microsoft Office)               |
| 6. Richard Garriott  |      | Estats Units · Regne Unit | 2008                             | 12 dies (12– 23 d'octubre)                    | Llançament: Soyuz TMA-13 Retorn: Soyuz TMA-12 | $30 milions (estimat) | Videojocs (Origin Systems)                        |
| 7. Guy Laliberté     |      | Canadà                    | 2009                             | 11 dies (30 de setembre – 11 d'octubre)       | Llançament: Soyuz TMA-16 Retorn: Soyuz TMA-14 | $40 milions (estimat) | Artista (Cirque du Soleil)                        |